# Alpi di Lanzo e dell’Alta Moriana

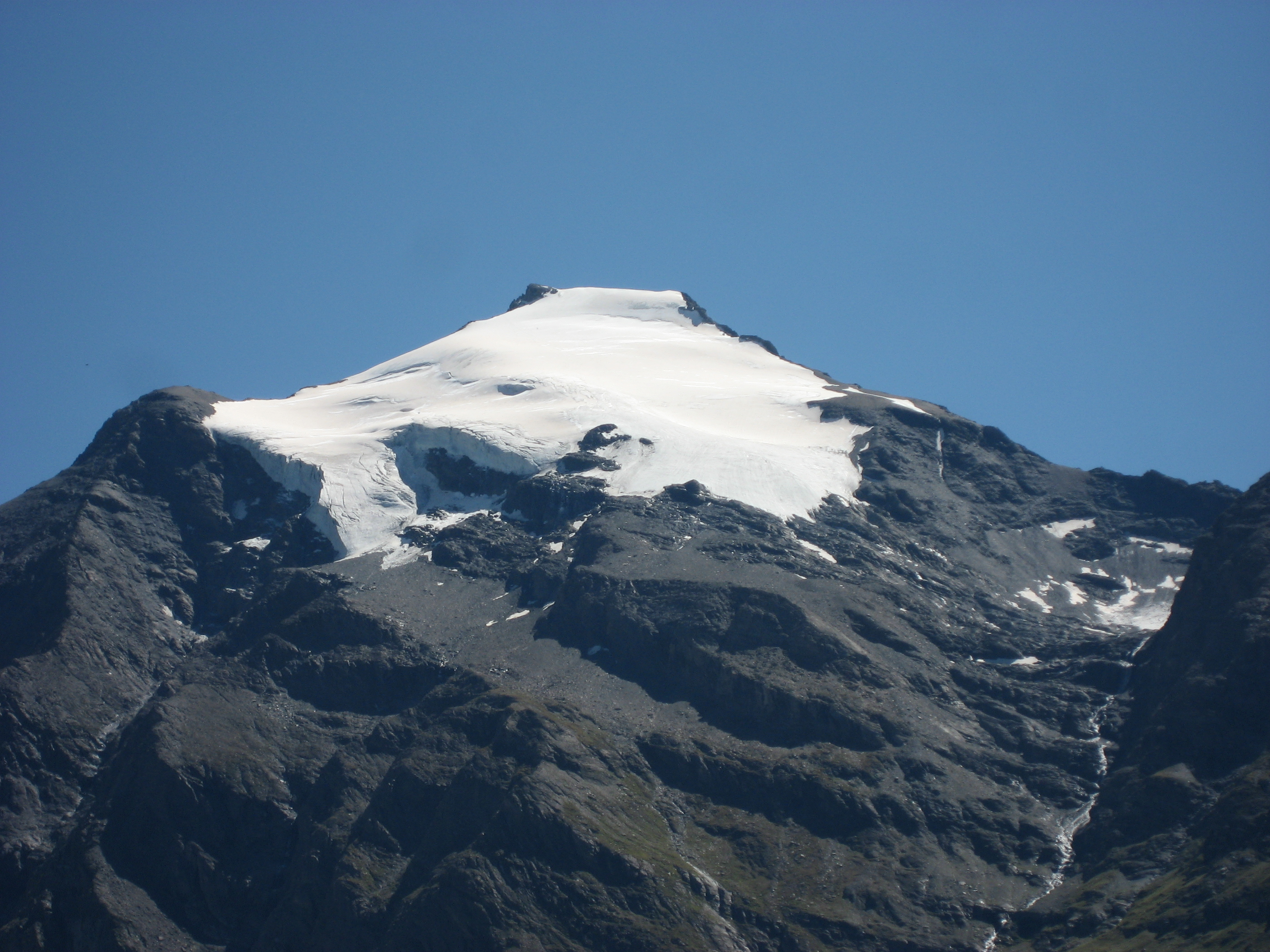
Pointe de Charbonnel

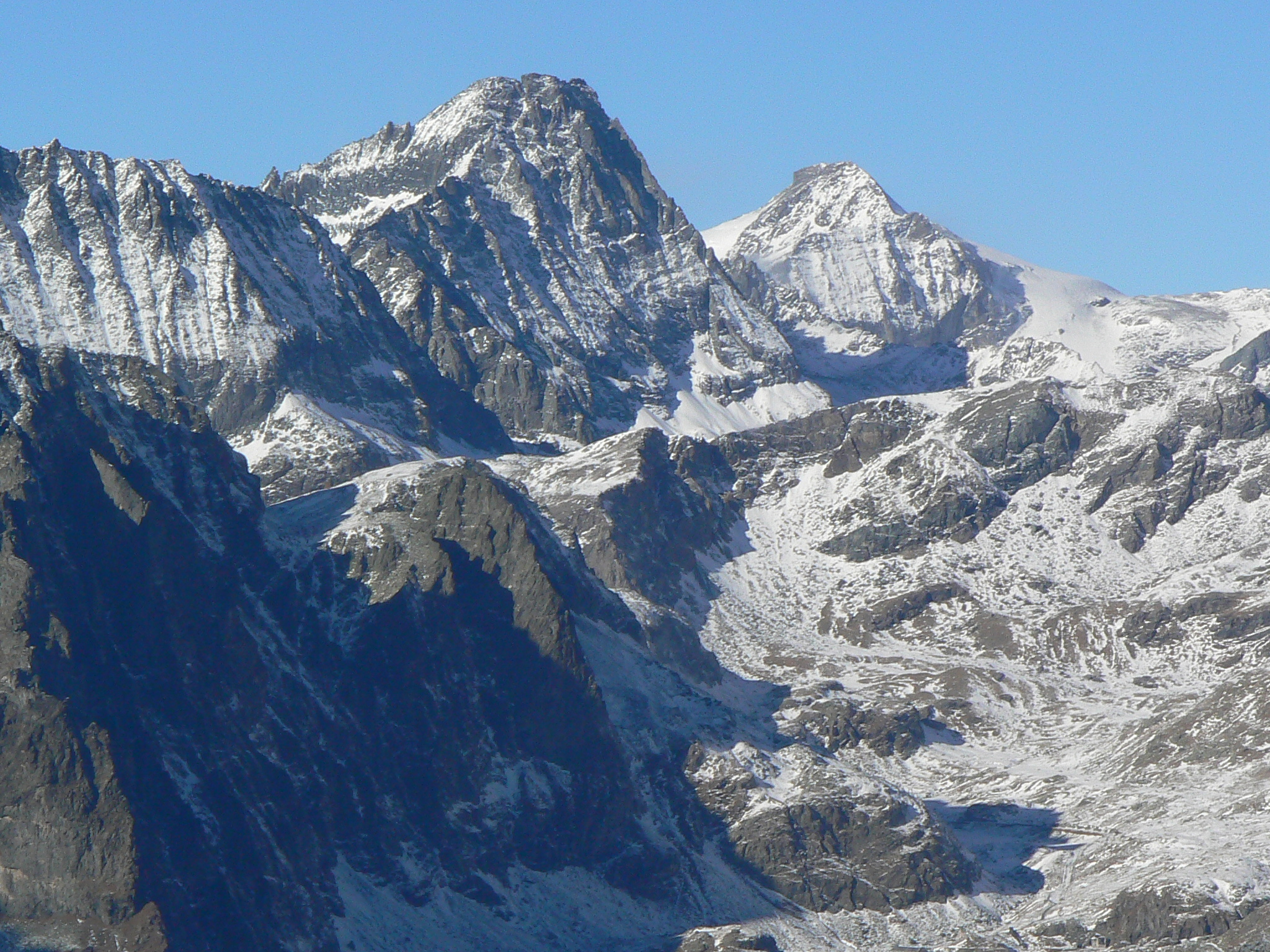
Albaron di Savoia

Alpi di Lanzo e dell’Alta Moriana, Alpes de la Haute Maurienne et de Lanzo – masyw górski w Alpach Zachodnich. Leży na pograniczu Francji (region Rodan-Alpy) i Włoch (regiony Dolina Aosty i Piemont). Nazwa masywu pochodzi od dwóch pobliskich dolin: Maurienne i Valli di Lanzo. Najwyższym szczytem grupy jest Pointe de Charbonnel, który osiąga 3760 m. Grupa ta jest częścią Alp Graickich.
Najwyższe szczyty:
- Pointe de Charbonnel – 3760 m,
- Uia di Ciamarella – 3676 m,
- Albaron di Savoia – 3638 m,
- Levanna Centrale – 3619 m,
- Pointe de Ronce – 3612 m,
- Uia di Bessanese – 3604 m,
- Punta d’Arnas – 3560 m,
- Croce Rossa – 3546 m,
- Rocciamelone – 3538 m,
- Punta Chalanson – 3530 m,
- Pointe de Lamet – 3504 m,
- Grande Aiguille Rousse – 3482 m,
- Monte Collerin – 3475 m,
- Roc du Mulinet – 3469 m,
- Aiguille Pers – 3451 m,
- Monte Lera – 3355 m,
- Cima d’Oin – 3280 m,
- Torre d’Ovarda – 3075 m,
- Monte Colombano – 1658 m,
- Monte Musinè – 1150 m.